# オーシギン・ウブリーン遺跡
オーシギン・ウブリーン遺跡（モンゴル語: Уушгийн өврийн буган хөшөө）はモンゴルのフブスグル県ムルン(en:Mörön (city))近郊に位置する遺跡。

## 概要
オーシギン・ウブリーン遺跡あるいはオラーン・オーシグ遺跡と呼ばれる。オラーン・オーシグ山の麓にある3500年前から4000年前ごろの遺跡で、14本の鹿石、人面や月、太陽、装飾品の彫られた石柱、生贄の祭壇がある。
ソ連時代に報告されていると同時に、日本の調査隊が発掘調査をしたこともある遺跡である。

## 文献・参考
- 騎馬遊牧民文化の起源と発展の研究(文化遺産コンソーシアム)
- 高濱秀・林俊雄・川又正智・松原隆二・D. エルデネバータル「Preliminary Report of the Archaeological Investigations in Ulaan Uushig I (Uushigiin Övör) in Mongolia」『金沢大学考古学紀要』28号、2006年CiNii